# Clevertor-Gefängnis

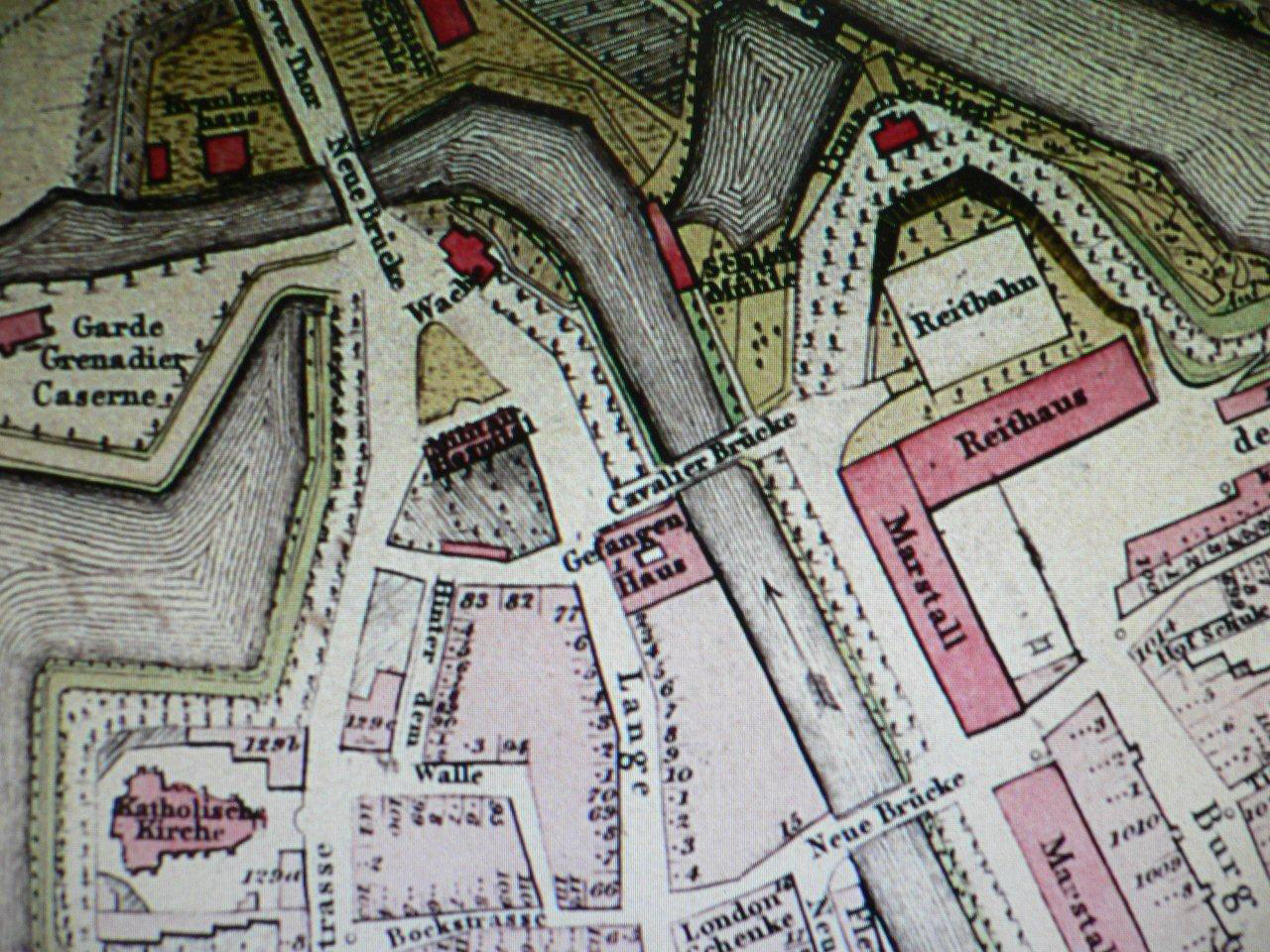
Plan der Stadt Hannover (Ausschnitt) von 1822 mit dem Gefängnis vor der ehemaligen Cavalier-Brücke

Das Clevertor-Gefängnis in Hannover war ein „wohl schon Ende des 17. Jahrhunderts“ erbautes Gefängnis in der Calenberger Neustadt, das bis 1859 am Ufer der Leine vor der (heutigen) Goethebrücke stand.

## Geschichte
Das „wohl“ noch zur Zeit des Herzogtums Braunschweig-Lüneburg für sogenannte „peinliche Verbrecher“ erbaute Gebäude lag am Ende der Langen Straße am Ufer der Leine. Es stand unmittelbar vor der ehemaligen Cavalier-Brücke, anstelle derer die heutige Goethebrücke verläuft. Die dazugehörige „Verhörstube“ befand sich „über dem Gewölbe des Clevertores.“
1738, zur Zeit des Kurfürstentums Hannover und während der Personalunion zwischen Großbritannien und Hannover, wurde die der „Königlichen Kriminal-Jurisdiktion“ unterstehende Einrichtung durch einen Flügelanbau entlang der Leine erweitert unter Einbeziehung des Pforthauses des Clevertores.
1791 wurde das Gefängnis neu eingerichtet: Zwei Zeichnungen des nunmehr klassizistisch geprägten Gebäudes werden dem Hofbaumeister J. B. Hase zugeschrieben. Das Gefängnis bestand nun aus einer vierflügeligen Anlage mit einem rechteckigen Innenhof. Entlang der Langen Straße war das Gebäude zweigeschossig, dahinter eingeschossig, durch die abfallende Lage zur Leine hin jedoch mit einem ausgebauten „Souterrain“ versehen. So bot das Gefängnis nun Platz für rund 30 Häftlinge.
Kurz nach Beginn der Französischen Revolution wurde hier 1794 der kurz zuvor zum Direktor des hannoverschen Hoftheaters berufene Gustav Friedrich Großmann ins Gefängnis eingeliefert. Er hatte, nach mehreren Rügen wegen der Aufführung herrschaftskritischer Stücke, in einem weiteren Schauspiel die Ausbeutung der Bauern und die Unfähigkeit der Herrscher kritisiert und wurde dann mit Berufsverbot in den hannoverschen Landen belegt.
Laut dem Hannoverschen Staatskalender auf das Jahr 1846 war der königlich hannoversche Hof-Medicus Georg Friedrich Mühry zugleich Arzt „des Waisen- und Gefangenhauses“.
Weil um 1850, noch zur Zeit des Königreichs Hannover, außer diesem Gebäude bereits weitere Gefängnisse existierten wie
- das sogenannte „Rathausgefängnis“ in der Köbelingerstraße 58,
- das Polizeigefängnis in der Archivstraße (ab 1903 im Neubau der Polizeidirektion in der Hardenbergstraße) sowie
- das Militärgefängnis am Waterlooplatz,

wurde das Gebäude an der Leine 1859 abgebrochen und an seiner Stelle 1864 mit dem Bau des Königlichen Zellengefängnisses am (heutigen) Raschplatz begonnen.